# Bavaria-St. Pauli-Brauerei

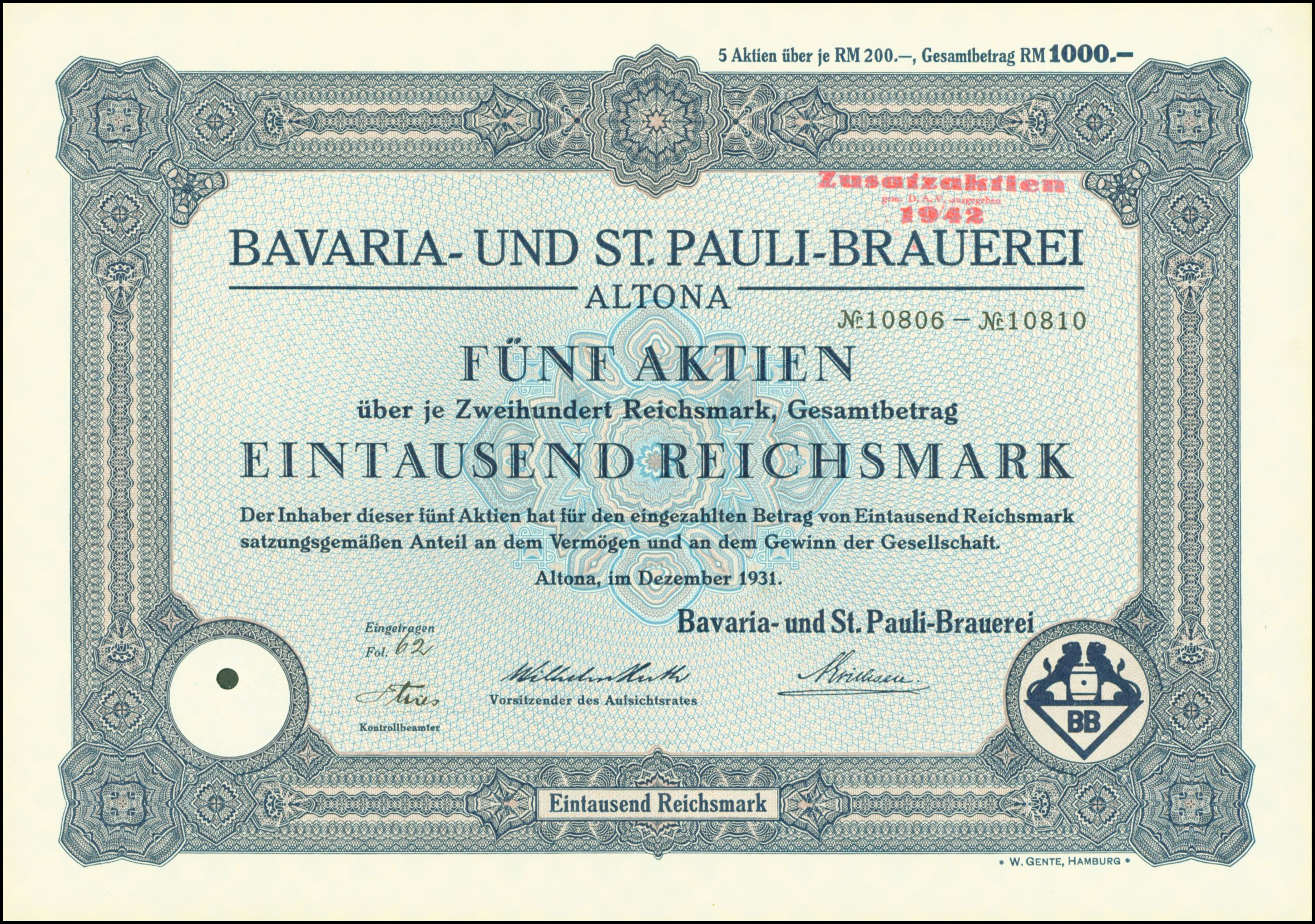
Aktie der Bavaria- und St. Pauli-Brauerei vom Dezember 1931

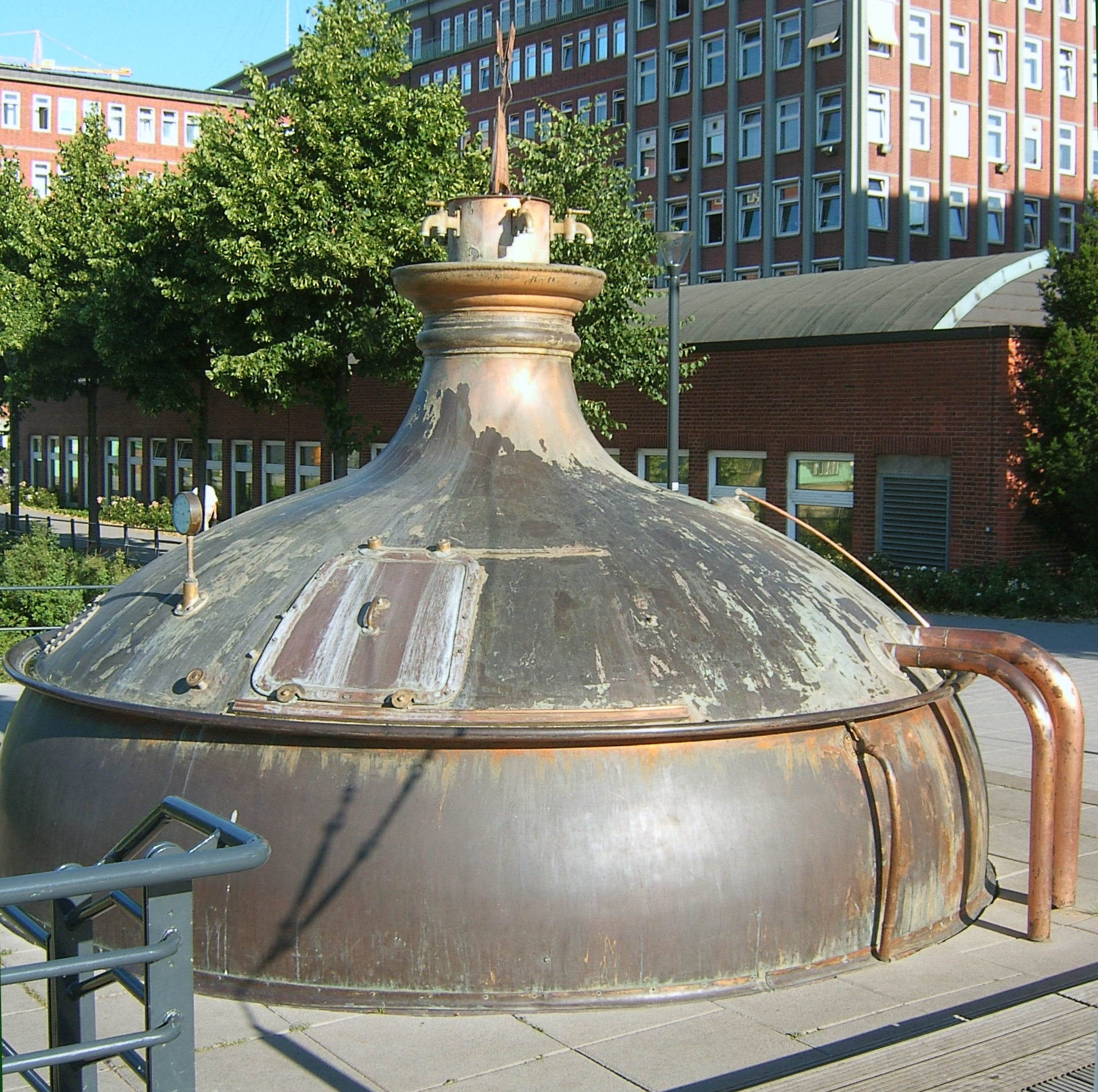
Erinnerung an die Brauerei:
Im Jahre 2002 durch Handwerker der Brauerei zum Brunnen umgebaute „Astra“-Sudpfanne, Baujahr 1936, Geschenk der Holsten-Brauerei an Wilhelm Bartels

Die Bavaria-St. Pauli-Brauerei war ein Brauerei-Unternehmen in Hamburg.

## Geschichte
Adolf Possehl beteiligte sich an einem „Bierprojekt“, indem er den Braumeister Johannes Blab von der Elbschloss-Brauerei abwarb. Er verspekulierte sich, schied Anfang 1897 aus dem Unternehmen aus und wurde Privatier. Sein teilhabender Bruder aus Lübeck, Emil Possehl, wurde nun der alleinige Inhaber und übernahm seine Beteiligung. Die Brauerei wurde 1897 in Altona gegründet. Als ihr Ahnherr gilt der Niederländer Peter I. de Voss, der bereits 1647 in Altona Bier braute. 1922 fusionierte die Bavaria-Brauerei mit der 1863 gegründeten Actien-Brauerei aus Hamburg-St. Pauli zur Bavaria-St. Pauli-Brauerei. 1932 wurde die Braustätte in Altona geschlossen und der Sitz des Unternehmens von Altona nach Hamburg verlegt. Über ein Dutzend norddeutscher und Hamburger Brauereien wurden im Laufe der Jahre von der Brauerei übernommen und in diese integriert, und zwar die Exportbrauerei Elmshorn, die Rantzauer Schloßbrauerei in Barmstedt, die Bürgerbräu G. m. b. H. in Segeberg, die Friesenbrauerei in Altona, einschließlich der Bahrenfelder Brauerei, die Brauerei Scheel in Pinneberg, die Löwenbrauerei Hamburg mit der Union-Brauerei, das Kieler Brauhaus Jacobsen & Co. A.-G. i. L., die Brauerei Hastedt in Harburg, die Harburger Aktienbrauerei, die Bergschlößchen-Brauerei A.-G. in Stade, die Tivoli-Brauerei in Eidelstedt, die Aktienbrauerei Itzehoe A.-G., die Actien-Bierbrauerei Hamburg einschließlich der Actien-Bierbrauerei Marienthal, die Brauerei Ehlers in Oldenburg (Oldb), die Brauerei Doornkaat in Norden, die Brauerei Theodor Fetköter G. m. b. H., Jever, die Burg Brauerei GmbH Braunschweig und die Ostfriesische Aktienbrauerei, Aurich.
Die Jever-Brauerei wurde in großem Umfang modernisiert und vergrößert. Gebraut und vertrieben wurde damals Bavaria-St. Pauli-Bier. Erst 1934 wurde zum ersten Male „Jever Pilsener“ unter seinem bis heute gültigen Namen verkauft.
1990 fand ein erneuter Unternehmenswechsel statt. Die Bavaria-St. Pauli-Brauerei und damit auch das Friesische Brauhaus zu Jever wechselten zur Gebr. März AG, um von dort 1994 an die Brau und Brunnen AG verkauft zu werden. Die zu demselben Konzern gehörige Elbschloss-Brauerei GmbH wurde 1996 in die Bavaria-St. Pauli-Brauerei AG integriert.
Im Februar 1997 beschloss der Vorstand der Brau und Brunnen AG die Schließung des Hamburger Standortes, nachdem zuvor bereits einige zugekaufte Standorte mangels Rentabilität geschlossen worden waren. Der Widerstand der Unternehmensleitung, der Belegschaft und des Betriebsrats führte letztlich zum Verkauf der Hamburger Braustätte an die Freie und Hansestadt Hamburg zum 1. Januar 1998. Das Friesische Brauhaus zu Jever verblieb dabei bei der Brau und Brunnen AG. Schließlich erwarb die Holsten-Brauerei AG mit Wirkung vom 22. Dezember 1998 das mittlerweile als Bavaria-St. Pauli-Brauerei GmbH firmierende Unternehmen. Im Jahre 1998 waren durchschnittlich 220 Mitarbeiter in den Bereichen Produktion, Verwaltung und Vertrieb beschäftigt.
Im Jahr 2003 wurde das Werk geschlossen, die Gebäude danach abgerissen. In den folgenden Jahren wurden drei Hochhäuser auf dem ehemaligen Brauereigelände errichtet, die als Empire Riverside Hotel, Neuer Astra-Turm und Atlantic-Haus zusammen die neue Skyline am Hamburger Hafen bilden, auch Hafenkrone genannt.

## Produkte
Größte und wichtigste Marke des Unternehmens war Astra mit den Sorten Urtyp, Pilsener und Exclusiv. Mit Ratsherrn Premium Pilsener, dem übernommenen Spitzenprodukt der abgewickelten Elbschloss-Brauerei, verfügte die Bavaria über eine Pilsmarke, die in Hamburg und Umgebung hohes Ansehen und Gastronomiekompetenz hatte. Ferner besaß die Brauerei die ebenfalls von der Elbschloss-Brauerei entwickelte Bierspezialität Dübelsbrücker Dunkel. Im Hamburger Raum noch sehr verbreitet ist Grenzquell. Marktführer im Segment der Biermischgetränke in Norddeutschland war Astra – Hamburger Alsterwasser, ein Produkt, das im März 1996 erstmals auf der Internorga vorgestellt wurde.
Seit der Schließung des Werkes werden diese Produkte von der Holsten-Brauerei hergestellt.

## Trivia
Für die ZDF-Serie Das Erbe der Guldenburgs, die u. a. im Brauerei-Milieu spielte, stellte die Bavaria-St. Pauli-Brauerei Fahrzeuge und Räumlichkeiten zur Verfügung. Die Konkurrenten der Guldenburgs, die Familie Balbeck, hatte ihren Sitz im Astra-Turm, dem Verwaltungsgebäude der Bavaria Brauerei; deren Logo und Fahrzeuge waren ähnlich dem Astra-Bier gestaltet. Logo und Fahrzeuge der Brauerei Guldenburg waren dem vom Brauhaus zu Jever nachempfunden. Zeitweise wurden während und nach der Serienausstrahlung die eigenen Biere mit der Bedruckung der Serie verkauft.